# ABKO
ABKO(앱코, 앱솔루트코리아)는 대한민국의 PC 부품, 게이밍 기어 제조 업체이다. 현재 대한민국의 PC 케이스, 게이밍 키보드 시장에서 상당히 인기를 끌고 있다. 2020년 12월 2일에 코스닥에 상장되었다.

## 제품

### PC 케이스
ABKO의 PC 케이스 브랜드는 NCORE(엔코어) 브랜드와 SUITMASTER(수트마스터) 브랜드로 출시된다. NCORE 브랜드가 5만원 이하의 보급형 제품에 주력한다면, SUITMASTER는 5만원 이상의 중급형, 고급형 제품에 주력하는 브랜드이다.

### 게이밍 기어
ABKO의 게이밍 기어 브랜드는 HACKER(해커)이다. 게이밍 키보드, 게이밍 마우스, 게이밍 헤드셋 등 다양한 제품들을 출시하고 있다. 대한민국의 PC방에서 ABKO의 게이밍 기어들을 쉽게 찾아볼 수 있다.